# Feiz Shamsin
Feiz Shamsin, né le 12 juillet 1992 à Hambourg, est un footballeur international libanais, possédant également la nationalité allemande. Il évolue au poste d'ailier au Tripoli SC.

## Carrière

### En équipe nationale
Feiz Shamsin honore sa première sélection internationale le 16 octobre 2012 lors d'un match amical contre le Yémen. C'est lors de ce match qu'il inscrit son premier but en sélection.
Le 16 juin 2015, il inscrit son deuxième but en équipe nationale, contre le Laos. Ce match rentre dans le cadre des éliminatoires du mondial 2018.

## Statistiques
| Saison                | Club                  | Championnat           | Championnat | Championnat | Coupe nationale | Coupe nationale | Coupe de la Ligue | Coupe de la Ligue | Liban | Liban | Total | Total |
| Saison                | Club                  | Division              | M.          | B.          | M.              | B.              | M.                | B.                | M.    | B.    | M.    | B.    |
| 2011-2012             | Hanovre 96 rés.       | Regionalliga          | 6           | 0           | -               | -               | -                 | -                 | -     | -     | 6     | 0     |
| 2012-2013             | Al Egtmaaey Tripoli   | Division 1            | 20          | 11          | 0               | 0               | -                 | -                 | 9     | 1     | 29    | 12    |
| Sous-total            | Sous-total            | Sous-total            | 26          | 11          | 0               | 0               | -                 | -                 | 9     | 1     | 35    | 12    |
| 2013-2014             | CS Pandurii Târgu Jiu | Liga I                | 14          | 3           | 3               | 3               | 0                 | 0                 | -     | -     | 17    | 6     |
| 2014-2015             | CS Pandurii Târgu Jiu | Liga I                | 5           | 1           | 3               | 0               | 0                 | 0                 | 3     | 1     | 11    | 2     |
| Sous-total            | Sous-total            | Sous-total            | 19          | 4           | 6               | 3               | 0                 | 0                 | 3     | 1     | 28    | 8     |
| 2015-2016             | Al Egtmaaey Tripoli   | Division 1            | 15          | 8           | 0               | 0               | -                 | -                 | 3     | 1     | 18    | 9     |
| 2016-2017             | Tripoli SC            | Division 1            | 6           | 1           | 0               | 0               | -                 | -                 | -     | -     | 6     | 1     |
| Sous-total            | Sous-total            | Sous-total            | 21          | 9           | 0               | 0               | -                 | -                 | 3     | 0     | 24    | 9     |
| Total sur la carrière | Total sur la carrière | Total sur la carrière | 66          | 24          | 6               | 3               | 0                 | 0                 | 15    | 2     | 87    | 29    |